# Morten Wormskjold

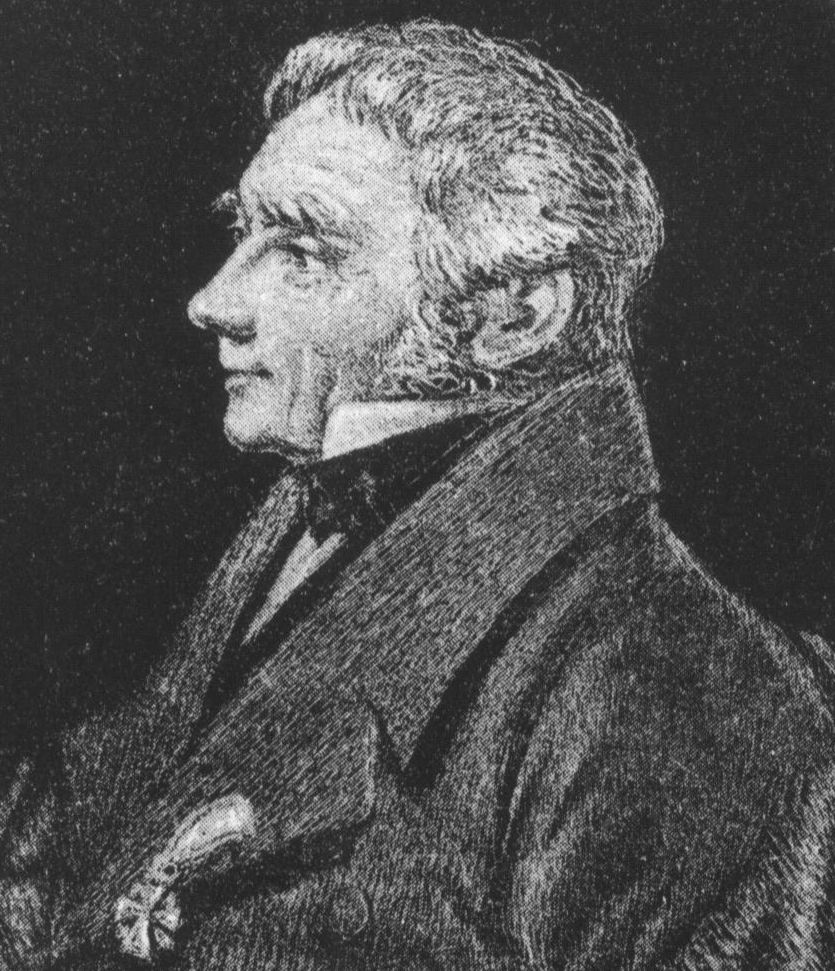
Morten Wormskjold

Morten Wormskjold (auch Wormskiold; * 16. Januar 1783 in Kopenhagen; † 22. November 1845 in Gavnø) war ein dänischer Botaniker und Reisender. Sein offizielles botanisches Autorenkürzel lautet „Wormsk.“

## Leben
Wormskjold war der Sohn von Peder W. Wormskjold (1750–1824) und Margrethe (geborene de Teilman, 1757–1837). Er studierte zunächst ab 1801 Jura und legte 1805 das juristische Examen ab. Anschließend begann er Botanik an der Universität in Kopenhagen zu studieren und unternahm 1807 mit Jens Wilken Hornemann und Christen Smith eine botanische Exkursion durch Norwegen. 1808 wurde er zum Leutnant im „Sjællandske Skarpskytte Korps“ ernannt. 1812 bis 1815 unternahm er eine wissenschaftliche Reise nach Grönland, um Zeichnungen für die Flora Danica anzufertigen. Er nahm 1816 an der Weltreise von Otto von Kotzebue teil und verweilte zwei Jahre lang auf Kamtschatka. Wormskjold brachte von seinen Reisen viele neue Pflanzen mit. Eugen Warming veröffentlichte 1889 sein Tagebuch unter dem Titel Morten Wormskiold. En biografisk skizze.

## Ehrungen
Nach ihm ist die Pflanzengattung Wormskioldia Thonn. aus der Familie der Passionsblumengewächse (Passifloraceae) benannt.